# Monument aux morts de Céret
Le monument aux morts de Céret est un monument aux morts créé par le sculpteur français Aristide Maillol situé à Céret (Pyrénées-Orientales). 

## Description
La statue est installée à Céret sur la place de la Liberté, au coin de la rue Aristide-Maillol.
Le monument aux morts de Céret est composé d'un socle portant la liste des enfants de Céret morts pour la France, surmonté d'une statue en grès gris-clair représentant une femme surnommée La Douleur. 
L'œuvre représente un personnage féminin assis, le coude droit reposant sur son genou et sa tête posée sur la main droite.

## Histoire
Commandé en mai 1919, il est inauguré en 1922. Plusieurs esquisses préparatoires à la sculpture sont conservées au musée d'art moderne de Céret.
Propriété de la commune, le monument aux morts de Céret fait l’objet d’un classement au titre des monuments historiques depuis le  17 mars 1994.
Une copie en bronze de la sculpture est installée depuis 1964 dans le jardin du Carrousel aux Tuileries, dans le 1er arrondissement de Paris. Elle fait partie d'un ensemble de statues de Maillol exposées en plein air.
Choqué par la première guerre mondiale, Aristide Maillol a réalisé gratuitement quatre monuments aux morts dans son département de naissance : à Céret (1922),  Banyuls-sur-Mer (1933), Elne (1921) et Port-Vendres (1923).